# Barry Crump
Barry Crump, MBE (* 15. Mai 1935 in Papatoetoe, Auckland; † 3. Juli 1996) war ein neuseeländischer Schriftsteller, der mit seinen halbautobiografischen Romanen bekannt geworden ist. Statistisch hat jeder vierte Einwohner Neuseelands ein Buch von ihm gekauft.

## Leben
Crump arbeitete jahrelang als Jäger („deer culler“) für die Regierung in den Wäldern Neuseelands. Seine Erfahrungen sammelte er 1960 in seinem Debütroman A Good Keen Man, der zu einem der erfolgreichsten in der Geschichte des Landes wurde. Mit den fiktionalen Folgeromanen konnte Crump seinen Erfolg fortsetzen. So veröffentlichte er noch Hang on a Minute Mate (1961), One of Us (1962), There and Back (1963), Gulf (1964), A Good Keen Girl (1970), Bastards I Have Met (1971) und viele mehr. Sein Roman Wild Pork and Watercress (1986) wurde 2016 von Taika Waititi unter dem Titel Hunt for the Wilderpeople verfilmt.
Er reiste durch Australien, Europa, die Türkei und durch Indien, wo er 1982 Vertreter der Bahai traf und deren Glauben annahm. Er heiratete fünfmal, unter anderem die Dichterin Fleur Adcock. Mit seinen Frauen hatte er neun Söhne. Bekannt war er auch aufgrund seines Auftretens in Werbespots für Toyota im neuseeländischen Fernsehen. Für seine Verdienste in der Literatur bekam er 1994 den Rang des MBE verliehen.